# Прістс-Веллі 6
Прістс-Веллі 6 (англ. Priest's Valley 6) — індіанська резервація в Канаді, у провінції Британська Колумбія, у межах регіонального округу Норт-Оканаґан.

## Населення
За даними перепису 2016 року, індіанська резервація нараховувала 628 осіб, показавши зростання на 5,0%, порівняно з 2011-м роком. Середня густина населення становила 1 754,7 осіб/км².
З офіційних мов обидвома одночасно володіли 20 жителів, тільки англійською — 605. Усього 40 осіб вважали рідною мовою не одну з офіційних, з них 5 — українську.
Працездатне населення становило 35,6% усього населення, рівень безробіття — 5,6%.
Середній дохід на особу становив $34 102 (медіана $26 842), при цьому для чоловіків — $37 060, а для жінок $31 627 (медіани — $31 552 та $23 616 відповідно).
33,7% мешканців мали закінчену шкільну освіту, не мали закінченої шкільної освіти — 30,7%, 35,6% мали післяшкільну освіту, з яких 25% мали диплом бакалавра, або вищий.
| Статево-вікова структура населення | Статево-вікова структура населення | Статево-вікова структура населення | Статево-вікова структура населення | Статево-вікова структура населення |
| ---------------------------------- | ---------------------------------- | ---------------------------------- | ---------------------------------- | ---------------------------------- |
|                                    |                                    |                                    |                                    |                                    |
| Всього                             | Всього                             | 48,8%51,2%                         |                                    |                                    |
| 0 — 14 років                       | 0 — 14 років                       |                                    | 4,8%                               | 4,8%                               |
| 15 — 64 років                      | 15 — 64 років                      |                                    | 46%                                | 46%                                |
| 65 і більше                        | 65 і більше                        |                                    | 49,2%                              | 49,2%                              |
| 85 і більше                        | 85 і більше                        |                                    | 4,8%                               | 4,8%                               |
| Середній вік (років)               | Середній вік (років)               | 58,061,5                           | 59,8                               | 59,8                               |
| Медіана (років)                    | Медіана (років)                    | 63,965,8                           | 64,9                               | 64,9                               |
| — чоловіки — жінки                 |                                    |                                    |                                    |                                    |

| Походження мешканців:     | Походження мешканців:     | Походження мешканців: | Походження мешканців: | Походження мешканців: |
| ------------------------- | ------------------------- | --------------------- | --------------------- | --------------------- |
| Походження                |                           |                       | осіб                  | %                     |
| Корінні американці        | Корінні американці        |                       | 40                    | 7.55%                 |
| Інше північноамериканське | Інше північноамериканське |                       | 100                   | 18.87%                |
| Європейське               | Європейське               |                       | 460                   | 86.79%                |
| британське                | британське                |                       | 235                   | 44.34%                |
| французьке                | французьке                |                       | 130                   | 24.53%                |
| українське                | українське                |                       | 115                   | 21.7%                 |
| Латинськоамериканське     | Латинськоамериканське     |                       | 15                    | 2.83%                 |

## Клімат
Середня річна температура становить 8,2°C, середня максимальна – 23°C, а середня мінімальна – -10°C. Середня річна кількість опадів – 433 мм.
| Клімат поселення                              | Клімат поселення | Клімат поселення | Клімат поселення | Клімат поселення | Клімат поселення | Клімат поселення | Клімат поселення | Клімат поселення | Клімат поселення | Клімат поселення | Клімат поселення | Клімат поселення | Клімат поселення |
| Показник                                      | Січ.             | Лют.             | Бер.             | Квіт.            | Трав.            | Черв.            | Лип.             | Серп.            | Вер.             | Жовт.            | Лист.            | Груд.            |                  |
| Середній максимум, °C                         | 2,89             | 5,53             | 10,00            | 14,57            | 19,15            | 22,97            | 22,41            | 22,41            | 17,30            | 11,12            | 4,96             | 0,36             |                  |
| Середня температура, °C                       | −3,54            | −0,91            | 3,56             | 8,13             | 12,70            | 16,53            | 19,54            | 19,52            | 14,43            | 8,24             | 2,08             | −2,5             |                  |
| Середній мінімум, °C                          | −9,99            | −7,35            | −2,88            | 1,69             | 6,26             | 10,09            | 16,66            | 16,65            | 11,55            | 5,36             | −0,8             | −5,39            |                  |
| Норма опадів, мм                              | 40               | 26               | 24               | 27               | 39               | 46               | 37               | 33               | 36               | 34               | 45               | 46               |                  |
| Середньомісячна швидкість вітру, м/с          | 1.94             | 1.86             | 2.16             | 2.34             | 2.24             | 2.16             | 2.14             | 2.04             | 1.86             | 1.94             | 2.12             | 2.10             |                  |
| Середньомісячна сонячна радіація, кДж/м²·день | 3252             | 6499             | 11465            | 16486            | 20266            | 21937            | 23002            | 19596            | 13908            | 7970             | 3726             | 2560             |                  |
| --------------------------------------------- | ---------------- | ---------------- | ---------------- | ---------------- | ---------------- | ---------------- | ---------------- | ---------------- | ---------------- | ---------------- | ---------------- | ---------------- | ---------------- |
| Джерело:                                      |                  |                  |                  |                  |                  |                  |                  |                  |                  |                  |                  |                  |                  |